# Personaggi di Babylon 5
Elenco dei personaggi della serie televisiva Babylon 5.

## Imperatore Cartagia
L'imperatore Cartagia è interpretato da Wortham Krimmer. Sebbene sia menzionato per nome già presto nella serie, appare per la prima volta nel primo episodio della quarta stagione, L'ora del lupo. Cartagia può essere descritto come pazzo, sic et simpliciter. Sebbene gli esatti dettagli della sua giovinezza non siano chiari, Londo Mollari, che lo ha incontrato tre volte, prima della sua ascesa al trono (due volte mentre Cartagia era un infante e, poi, una volta entrato nella pubertà), dirà, poi, che il futuro Imperatore l'aveva lasciato piuttosto indifferente. Quando Cartagia viene messo sul trono, nel 2259, da parte di un gruppo di politici Centauri, guidati da Lord Refa e da Londo Mollari, egli agisce, essenzialmente, come un uomo di paglia, sprovvisto di vero potere; ciò nonostante, gradualmente, accumulato sempre maggior potere, fino a raggiungere un'autorità quasi assoluta. Le sue pazzia ed egolatria si mostrano nel 2261, quando, verso la fine della guerra contro le Ombre, egli porta volontariamente Prima Centauri alla soglia dell'annichilazione per mano dei Vorlon, in uno sforzo di assicurarsi un posto fra gli dèi. Cartagia è il nipote dell'Imperatore Turhan. Alla morte dello zio, avvenuta durante una visita a Babylon 5, non vi è alcun erede diretto, essendo il figlio dell'imperatore morto di recente in un incidente. Il Primo Ministro Malachi, che sarebbe dovuto a sua volta succedere all'imperatore, viene assassinato da forze leali a Lord Refa. Molte case Centauri scendono quindi in lizza per il trono. Poiché nessuna di esse riesce a conquistarlo, Cartagia, col supporto degli agenti di Refa, si assicura l'Impero. Agendo in larga parte come uomo di paglia per Refa ed i suoi agenti, Cartagia è favorevole all'espansione militare dei Centauri, inclusa anche la conquista di Narn; questo, ben presto, origina il conflitto Narn-Centauri del 2259.

### Il regno di Cartagia e la Guerra delle Ombre
Dopo aver vinto i Narn, grazie ad una serie di attacchi lampo, condotti con l'aiuto delle Ombre, ed al bombardamento con gli illegali acceleratori di massa, il Governo di Cartagia decide di intraprendere delle campagne militari contro altre razze confinanti.
Ai primi del 2261, Cartagia fa richiamare da Babylon 5 l'Ambasciatore Londo Mollari e lo nomina Ministro della Sicurezza Interna. Dapprima Cartagia sembra soltanto prono ai piaceri e molto vanitoso, col suo taglio di capelli shockante nell'assomigliare a quello delle classi più basse, ed i suoi varî protetti scrocconi. Ben presto però Mollari si rende conto che in realtà l'Imperatore è pazzo, soprattutto dopo aver scoperto, grazie ad uno sfigurato Morden, che Cartagia ha permesso alle Ombre di installare una base sul pianeta natale, a seguito degli eventi occorsi su Z'ha'dum.
Londo espone le sue preoccupazioni ad un membro della Corte, il quale gli spiega che sebbene il Centaurum abbia provato ad opporsi a Cartagia, tutti gli oppositori sono scomparsi: si favoleggia che l'Imperatore tenga le loro teste mozzate in una stanza segreta, nella quale parla con loro regolarmente. Mollari, successivamente, scopre che questo pettegolezzo è vero.
Più o meno nel contempo, Londo scopre dal Capitano Sheridan che i Vorlon stanno impiegando una nuova strategia contro le Ombre: la distruzione totale di tutti i Pianeti, sui quali vi sia anche la minima traccia di influenza delle Ombre. Quando Londo informa Cartagia di ciò, egli rifiuta risolutamente di cacciare le Ombre da Prima Centauri, spiegando che esse avevano accettato di ricambiare la sua assistenza col renderlo un dio. L'Imperatore, poi, spiega che i Vorlon gli avrebbero dato una mano, trasformando Prima Centauri in una enorme pira celebrativa.
Durante questi eventi, G'Kar, catturato durante la sua ricerca di Michael Garibaldi e portato su Prima Centauri, viene sottoposto a molte torture ed umiliazioni da parte di Cartagia, senza però che questi traesse soddisfazione dall'assistere alle punizioni, perché G'Kar non esternava mai dolore. Questo desiderio ossessivo di far sì che G'Kar palesi la propria sofferenza, lo porta a far frustare il Narn quasi a morte. A questo punto, comunque, Londo e G'Kar avevano già sottoscritto un accordo: in cambio dell'aiuto del Narn nel progetto di attentato che Londo stava preparando, il Centauri promette a G'Kar che egli interromperà l'occupazione Centauri del pianeta e lo dichiarerà stato libero. Come parte di questo piano, Londo convince Cartagia a portare G'Kar su Narn, dove sottoporlo a processo ed eseguire la sua condanna a morte; il punto di tutto ciò è l'avere l'Imperatore distante dalla Corte, cosicché sia più vulnerabile. Però, prima di partire, Cartagia infligge un'ulteriore punizione al Narn: poiché egli non vede la grandezza dell'Imperatore, questi gli fa cavare un occhio.

### Rovesciamento ed assassinio
Giunti su Narn, Mollari spiega a G'Kar che l'Imperatore intende farlo uccidere davanti alla popolazione locale, per piegare il loro spirito combattivo. Comunque, Londo ha dato ordini che le catene del prigioniero siano manipolate, in modo che sia facile romperle, cosicché a G'Kar sia dato modo di liberarsi, una volta che sia stato portato davanti a Cartagia, affinché egli possa creare un diversivo, mentre Londo porta a termine il suo piano. 
Nel contempo, l'attaché di Londo, Vir Cotto, acquista un dispositivo per iniettare il veleno nel cuore dell'Imperatore e lo porta al proprio superiore. Codesto veleno, spiega Vir, dev'essere iniettato fra i due cuori dell'Imperatore; il suo effetto è un quasi istantaneo blocco del sistema cardiovascolare. Inoltre, esso è virtualmente impossibile da identificare come causa della morte: un normale medico stabilirà che la persona è morta per un attacco cardiaco.
Finalmente, G'Kar è portato davanti a Cartagia. Malgrado il fatto che Cartagia abbia fatto sostituire le catene del Narn, perché gli sembravano indebolite, G'Kar riesce a liberarsi e comincia a combattere con le guardie. 
Mollari scorta Cartagia lontano dalla rissa e si prepara ad iniettargli il veleno. L'Imperatore, preso da uno scatto d'ira ed ulteriormente irritato da Londo che lo invita a calmarsi, si gira e lo colpisce con un pugno, facendogli cadere il dispositivo; poi, comincia a strangolarlo, farneticando di come Mollari meriti di bruciare insieme con gli altri, perché non riesce a vedere la grandezza dell'Imperatore. Mentre questi si gira, per andarsene, Vir, che ha preso il veleno, durante il litigio dei due, glielo inietta in petto.
Poco dopo, le guardie imperiali trovano Cartagia, sorretto da Mollari e Vir; quegli spiega che l'Imperatore è collassato e che crede che abbia avuto un arresto cardiaco. Il dottore dell'Imperatore si rivela incapace di rianimarlo e ne dichiara la morte. 
Mantenendo la sua promessa, Londo si lascia andare ad un discorso, nel corso del quale spiega ai cortigiani lì presenti che Narn è un luogo maledetto per i Centauri: i due ultimi Imperatori sono morti, avendo a che fare, in differenti maniere, con quel pianeta. Egli interpreta questo fatto come un segno dagli dèi che è tempo che se ne vadano. La sua mozione è appoggiata dal medico dell'Imperatore, il quale propone che, dato il poco tempo a disposizione per incoronare un nuovo Imperatore, a causa del pericolo causato dai Vorlon e dalle Ombre, Londo sia nominato Primo Ministro con l'incarico di liberare Prima Centauri dai vascelli delle Ombre.
Nei giorni seguenti, mentre l'Armata della Luce pianifica il proprio assalto finale contro i Vorlon e contro le Ombre, Mollari sistematicamente rimuove l'influenza delle Ombre da Prima Centauri, distruggendo l'isola su cui avevano la base le loro Navi e facendo decapitare Morden. Questo, però, non ferma i Vorlon e, mentre il loro distruttore di pianeti entra in orbita, oscurando il sole, Vir si rende conto che sul pianeta c'è ancora una persona toccata dalle Ombre: Londo stesso. Angustiato che le Ombre intendano distruggere il pianeta per colpa sua, Londo impetra freneticamente Vir di ucciderlo ed avvisarne le Ombre, ma Vir è esitante. 
Nello stesso momento, l'Armata della Luce distrugge un altro distruttore di pianeti Vorlon nei pressi di Coriana 6 e, quando i Vorlon mandano a chiamare rinforzi, fanno sì che il distruttore di pianeti intorno a Prima Centauri, accorrendo, risparmi il pianeta.

### Conseguenze
A seguito della morte dell'Imperatore Cartagia, il Governo Centauri decide di non nominare un nuovo Imperatore subito, sperando di poter evitare la possibilità di un altro Cartagia sul trono. 
 Infatti, un Ministro di lungo corso, Virini, rimarca come la schiatta imperiale non sia più quella di una volta, a causa di troppi matrimonî di consanguinei, commentando 
(Reggente Virini)
Come soluzione temporanea, allora, il Centaurum sceglie proprio Virini come Reggente, finché non sceglieranno un nuovo Imperatore. Comunque, i Drakh, alleati delle Ombre, che erano arrivati su Prima Centauri poco prima della distruzione di Z'ha'dum, cominciano a porre in essere il piano che avevano approntato per i Centauri: Virini è, in breve tempo, ricondotto sotto alla loro influenza, quando essi attaccano un Keeper al suo collo. In parte per via del dispositivo, la salute del Reggente comincia a peggiorare, nel corso dell'anno seguente, e, come risposta, il Governo Centauri decide che Londo debba essere il nuovo Imperatore, una volta che il Reggente sia morto.
Alla fine, nel 2262, il prezzo da pagare per il tradimento delle Ombre da parte di Londo diventa chiaro. I Drakh, che hanno lavorato dietro alle quinte senza impacci per più di un anno, sono in grado di manipolare l'Alleanza Interstellare fino a far sì che essa attacchi i Centauri, compreso un assalto diretto su di un indifeso Prima Centauri. Questo stesso giorno, i Drakh uccidono il Reggente, così da fornire un alibi a Mollari, che, sotto minaccia di lasciar morire milioni di Centauri sotto le bombe a fusione da un capo all'altro del pianeta, accetta di sottoporsi all'impianto del Keeper e divenire Imperatore Mollari II, l'uomo di paglia dei Drakh.

### The Lost Tales
Nel 2271, John Sheridan incontra Vintari, il figlio di Cartagia, terzo in linea di successione, dietro a Vir ed all'Imperatore Mollari. Il tecnomago Galen aveva avvisato Sheridan che, in capo a trent'anni, Vintari avrebbe seguito le impronte del padre, distruggendo la Terra ed iniziando un nuovo regno di terrore. A Sheridan si chiede di ucciderlo, come sola via certa per prevenire questo futuro, ma egli traccheggia, perché non vuole togliere la vita ad una persona giovane, che non ha ancora commesso alcun atto per meritare un simile gesto.
Alla fin fine, egli si rende conto che esiste un altro modo per impedire che quel futuro si verifichi e decide di introdurre Vintari al concetto di semplice benevolenza, qualcosa che era sempre mancato nella Corte Imperiale Centauri. Gli permette di guidare uno Starfury, come il ragazzo aveva sempre desiderato, e lo invita a rimanere al Quartier Generale dell'Alleanza su Minbar, al riparo dagli assassini mandati dai successori al trono in linea dopo di lui. Galen disapprova, dicendo che il solo modo sicuro per prevenire la distruzione della Terra è l'uccisione di Vintari, ma Sheridan è fiducioso che egli possa aiutare Vintari a diventare un uomo migliore rispetto al padre.

## Susan Ivanova
Susan Ivanova è interpretato da Claudia Christian. Durante la prima stagione della serie, Ivanova ricopre il grado di tenente comandante (in Italia, capitano di corvetta), ma viene promossa al grado di comandante (in Italia, capitano di fregata) durante la seconda stagione. Fino alla quarta stagione, Ivanova è il primo ufficiale della Stazione spaziale, per poi essere promossa al grado di capitano e vedersi assegnata una nave di classe Warlock nell'episodio Una nuova era. Lei accetta la promozione per via dei tragici eventi che sono accaduti su Babylon 5 verso la fine della guerra civile in seno all'Alleanza Terrestre, nella quale ha contribuito grandemente. Ricompare solo una volta, durante l'ultima stagione della serie, nell'episodio finale. Come molti altri personaggî della serie, Susan sembra intrappolata in un ciclo tragico. La più grossa palla al suo piede è l'amore; non solo l'amore romantico, ma anche quello verso i propri familiari. Nel profondo della sua anima, è convinta che ogni amore non sia corrisposto e forse anche che non merita di essere veramente felice. Comunque, nonostante la sua relazione problematica con la madre, il padre, il fratello e gli altri, è anche fieramente leale e altruista e generosa verso le persone cui è vicina. Malgrado il suo problematico retroterra, possiede un sorprendente senso dell'umorismo, che, spesso, si affaccia in momenti poco opportuni. Possiede anche un forte senso d'integrità e onestà. Per via del suo carattere sanguigno, spesso, quand'è arrabbiata, i suoi colleghi le stanno alla larga. Come leader militare, è coraggiosa al punto di essere imprudente, ha l'abilità di pensare e agire velocemente, per far fronte alle situazioni di crisi e sa essere creativa e ingegnosa quando si tratta di risolvere le situazioni inattese nelle quali si trova.

### Primi anni e carriera
Sophie, la madre di Ivanova, si suicida che Susan è ancora una bambina e la giovane incolpa di ciò il Corpo Psi, perché la donna era una telepate che aveva rifiutato di unirsi al Corpo e, come risultato, era stata obbligata ad assumere a intervalli regolari una droga che ne inibisse i poteri telepatici; questo inibitore era talmente potente da prosciugare tutte le energie di Sophie, conducendola, alfine, al suicidio. Quando già è adulta, Susan, infine, rivela di essere anch'ella una telepate latente che vive nel terrore di essere scoperta dal Corpo Psi. Ed è anche per questo, oltre che per la morte della madre, che lei prova parecchio malanimo verso il Corpo. Il suo amato fratello, Ganya, invece, è morto durante la guerra fra la Terra e i Minbari, che è collocata 10 anni prima rispetto agli eventi della prima stagione della serie. Era un pilota di caccia a bordo della nave da guerra Lexington ed è stato ucciso in una battaglia contro la Black Star, l'ammiraglia Minbari. Grazie alle sue capacità telepatiche, era stato in grado di percepire la morte di suo fratello, malgrado la grande distanza fra loro. Col padre, per converso, Susan non aveva un buon rapporto, perché, dopo la morte della moglie, era diventato irritabile ed emozionalmente distante da Susan. In un episodio della prima stagione, il padre muore; è questa l'occasione nella quale lei lo perdona e i due si riconciliano. Nel corso della serie, Ivanova prova un interesse romantico per due persone. La prima è Talia Winters; in questo caso, il suo sentimento è soltanto suggerito, sebbene, dopo il tradimento di Talia e il suo allontanamento da Babylon 5, in un'occasione, Susan ammette che, forse, se n'era innamorata. Questo sviluppo del loro rapporto è curioso, dato che, nella prima stagione, esso non comincia nel migliore dei modi, ché, per via della sua sfiducia verso il Corpo Psi, la donna si comporta in modo rude nei confronti di Talia. Poi, però, le due si rappacificano e nasce un'amicizia (e, forse, un amore). Susan è chiaramente ferita dalla scoperta del fatto che Talia sia, in realtà, una spia occulta del Corpo Psi, mandata per spiare lo staff di comando. Anche la seconda relazione, con Marcus Cole, non comincia nel migliore dei modi, giacché Ivanova lo considera un irritante irresponsabile e non si fa scrupoli a renderglielo palese. Nonostante ciò, ne nasce un'amicizia inquieta e, alla fine della quarta stagione, Marcus sacrifica la sua vita, per salvare quella di lei. Ivanova n'è devastata. È in quest'occasione che dice al Dottor Franklin, suo amico e capo ufficiale medico della Stazione, che l'amore non è mai ricambiato e che ora desidererebbe avere la possibilità di ricambiare l'amore e l'affetto di Marcus, invece di mostrargli sempre e solo il proprio sarcasmo. È soprattutto la morte di Marcus a indurla ad abbandonare Babylon 5 e diventare capitano di una nuova classe di navi da guerra dell'Alleanza Terrestre. Joe Straczynski, il creatore della serie, ha parlato spesso del temperamento "russo" del personaggio. I suoi commenti, insieme con i motti di spirito di Ivanova stessa, parrebbero suggerire che sulla visione del mondo della giovane Russa abbiano influito le difficoltà storiche del popolo russo. Nella Terra del futuro, mostrata in Babylon 5, i russi si sono uniti in un Consorzio e rappresentano un potere importante sulla Terra. Però, se Ivanova è da prendere ad esempio, essi ricordano vividamente i tempi più difficili, vissuti sotto gli zar e il comunismo. Sebbene ella non sia apertamente religiosa e discuta solo raramente di temi religiosi, è ebrea e, infatti, in occasione della morte del padre, segue il rituale funebre dello Shiv'ah. Suo zio, sulla Terra, un ebreo devoto, le fa visita in quest'occasione e l'aiuta ad accettare il proprio credo, anche se solo in privato. A parte questo, sembra che Susan creda in Dio e, occasionalmente, gli "parla" anche (sebbene lo faccia in maniera scherzosa). In Al sorgere del sole, si rivela che Ivanova è stata promossa al grado di generale. In quest'occasione, dà le dimissioni, per diventare il capo dei Ranger

### Abbandono diBabylon 5
Mentre era incerto il futuro della serie, se la quinta stagione fosse stata finanziata, Claudia Christian rifiutò di rinnovare il proprio contratto e, perciò, non appare nell'ultima stagione della serie. Appare, però, nell'ultimo episodio, perché esso era stato filmato come chiusa per la quarta stagione ed è stato spostato in avanti; Susan non appare, però, nell'episodio creato per sostituirlo. Quest'abbandono importa dei cambi sostanziali alla fisionomia dell'ultima stagione della serie. Un episodio, che avrebbe dovuto intitolarsi La lunga notte di Susan Ivanova, è stato riscritto come La lunga notte di Londo Mollari con una nuova trama. Inoltre, una relazione romantica fra Susan e Byron, un telepate, che, nelle intenzioni di Straczynki, avrebbe continuato la serie di rapporti tragici della donna è stata ripensata per adeguarla a Lyta Alexander, che sarà, peraltro, causa della guerra con i telepati. Un nuovo personaggio, Elizabeth Lochley, infine, è stato creato per prendere il posto, lasciato libero da Ivanova, di comandante della Stazione.

## Jeffrey Sinclair
Jeffrey Sinclair è interpretato da Michael O'Hare. È stato membro del cast fisso per tutta la durata della prima stagione, come comandante della stazione Babylon 5, limitandosi ad apparire, successivamente, come ospite in altri episodî. Jeffrey David Sinclair è nato il 3 maggio 2218 nella Colonia Marziana. Suo padre era un Pilota di caccia della Forza Terrestre, che partecipò alla Battaglia di Balos, l'ultima scontro della Invasione Dilgar. Sinclair si arruola a sua volta nella Forza Terrestre nel 2237. Mentre era all'Accademia, conosce Catherine Sakai, con cui ha una relazione. Dopo un anno di convivenza, i due si separano, ma continuano a vedersi, quando ne hanno occasione, fino al 2258, quando si fidanzano nuovamente. Sakai fu data per dispersa nel tardo 2259, durante una missione per i Rangers. Nel 2240, Sinclair è promosso al rango di pilota di caccia. Meno di un anno dopo, è promosso al grado di Caposquadriglia; per via della sua rapida scalata dei gradi, gira il pettegolezzo che un giorno egli diventerà ammiraglio. Come caposquadriglia, Sinclair combatte nella Battaglia della Linea, l'ultimo grande scontro della guerra contro i Minbari. Durante il corso di questa battaglia, la sua squadriglia è distrutta dai Minbari ed il suo caccia viene gravemente danneggiato; in un ultimo atto di sfida, Sinclair tenta di speronare uno degl'incrociatori Minbari. Il suo tentativo fallisce ed è catturato da un altro incrociatore e portato a bordo per un interrogatorio da parte del Consiglio dei Grigi. È a questo punto che il Consiglio scopre, con grandissima sorpresa, che Sinclair possiede l'anima di Valen, un eroe Minbari che li condusse alla vittoria, 1000 anni prima, contro le Ombre. Il Consiglio si rende così conto che le anime dei Minbari si reincarnano in corpi umani. Questa scoperta li induce ad arrendersi ed a riportare Sinclair sul proprio caccia, bloccando telepaticamente ogni memoria di ciò ch'è avvenuto (sebbene questo blocco non sia permanente e, qualche anno dopo, cadrà). L'Alleanza Terrestre ritiene, erroneamente, che Sinclair sia semplicemente svenuto per l'accelerazione. Quando Babylon 5 è messa in funzione, nel 2257, Sinclair è selezionato come comandante per la Stazione appena costruita. Questa decisione non è ben vista dall'establishment militare, giacché molti di loro sono stati scartati dal co-sponsor del progetto Babylon, vale a dire il Governo Minbari, che hanno tenuto duro, pur di avere Sinclair. Nel gennaio del 2259, Sinclair è riassegnato come ambasciatore su Minbar, dove prende comando dei Rangers. Al suo posto, su Babylon 5, gli succede il capitano John Sheridan. Nel 2260, Sinclair riceve una lettera vecchia di 900 anni, spedita da sé medesimo, su Minbar. In essa, si rivela che egli è, in effetti, Valen. Armato di questa conoscenza,  sottrae Babylon 4 e la porta con sé nel passato, così da far avverare la profezia, diventando "colui che era". A questo punto, Sinclair usa su di sé il triluminare per diventare Minbari, così da far avverare anche la leggenda intorno a Valen, che lo voleva un "Minbari non nato Minbari".

## Londo Mollari
Londo Mollari è interpretato da Peter Jurasik. Malgrado Londo appaia essere uno dei personaggi secondari nei primi episodi della serie, le sue azioni e lo sviluppo del suo personaggi hanno un effetto incommensurabile sullo sviluppo della saga, rendendolo uno dei personaggi più significativi dell'intera serie. Egli è vicino al suo addetto Vir Cotto, quando sta per perderlo, per via della convocazione di Vir, che deve tornare sul pianeta natale. Del resto, però, umilia anche Na'Far (il nuovo addetto diplomatico Narn, mandato su Babylon 5 dal Governo Provvisorio pro-Centauri per sostituire G'Kar) con esplicita soddisfazione. Il personaggio di Mollari diventa più dettagliato e levigato mentre la serie progredisce, essendo mostrato come piacevole ed in grado di atti di benevolenza e generosità, persino di creare un rapporto di amicizia con G'Kar, pur appartenendo a due razze che sono acerrime nemiche. Mentre Londo acquista potere, egli cresce anche in complessità e umanità, finché, verso la fine della serie, egli è il ritratto di un uomo tormentato dal sapere che ha venduto la sua anima attraverso gli atti ambigui e spiacevoli che ha compiuto e che ha fatto compiere, mentre perseguiva il proprio obiettivo. Quando Mollari incontra il tecnomago Elrica, questi gli confida come sarà il suo futuro. Le sue relazioni con le donne sono complesse, avendo che fare con tre mogli e un'amante sfuggevole (Adira Tyree). Quando a Londo è data la possibilità di divorziare da due delle sue mogli come dono dall'Imperatore, invita le tre donne su Babylon 5, dove due di loro, Daggair e Mariel, si contendono la supremazia nel gruppo, ciascuna delle due cercando di convincere l'uomo che ella lo ama più dell'altra, così da non perdere lo status legato all'essere moglie di un Diplomatico di un importante casato. La terza moglie, Timov, rifiuta di piegarsi a questo gioco, mostrando chiaramente il suo sdegno per Londo. Comunque, quando Londo è avvelenato, pare da Mariel, è Timov che, segretamente, gli salva la vita, accettando di sottoporsi a una trasfusione di sangue. Nonostante Londo non ne sia a conoscenza, egli sceglie di restare sposato con Timov, perché con lei, egli saprà sempre in che posizione si trova. Questo e la sua relazione con Adira lo rendono un uomo che accetta la verità sopra le belle menzogne e che rispetta le donne che ama e che lo amano.

### Ambasciatore suBabylon 5
La cultura Centauri, modellata su quella dell'antica Roma, è mostrata come un Impero in declino; essa cade preda della decadenza e della politica interna, sebbene desideri ardentemente ritornare al fasto dei suoi giorni di gloria. Allo stesso modo, Londo è dipinto come un riflesso della società da cui proviene; stando a J. Michael Straczynski, il creatore della serie, egli è sovrappeso e dedito al gioco d'azzardo, alle donne e alla crapula. Considerato alla stregua di una macchietta dal suo stesso popolo, Londo è stato assegnato al ruolo di Ambasciatore presso Babylon 5 per allontanarlo dal pianeta natale.
Dall'inizio della serie sembra essere incapace di ricoprire il proprio ruolo, pronto a collere e bizze causate dall'alcool. Ma il suo odio verso il Regime Narn (che erano una colonia di schiavi dei Centauri, dai quali, combattendo, hanno guadagnato la propria indipendenza) e la sua brama di riacquistare la gloria passata lo rendono il bersaglio perfetto per il misterioso e tetro Morden, che segretamente rappresenta le Ombre, mentre queste operano per aumentare la propria forza. Morden pone ripetutamente a Londo una domanda: «Che cosa vuole?», per poi dargli tutto ciò che l'Ambasciatore chiede. Mentre la flotta Narn continua a essere decimata, senza che resti un solo sopravvissuto a raccontare come ciò accada, Londo si assume la responsabilità e il credito di ciò ed attrae su di sé molta attenzione e molto potere.
L'aiuto di Morden però ha un prezzo. Alla fine, dopo aver dato prova delle capacità dei suoi "soi" oltre ogni dubbio, Morden comincia a richiedere favori a Londo. Mollari, guidato dal proprio orgoglio e dalla paura che Morden potrebbe abbandonarlo e rivolgersi ad altri, accetta ogni volta. Quando la sua coscienza comincia a rimorderlo è troppo tardi per tagliare i suoi contatti da Morden.

### Il salvataggio di Centauri Prime
Mentre gli eventi della Guerra contro le Ombre giungono al culmine, Mollari è promosso alla posizione di Consigliere per la sicurezza planetaria, ciò che lo costringe a tornare a casa. Londo non è felice della promozione, perché si rende conto che non è qualcosa di merito, ma un guinzaglio per tenerlo sotto controllo, dato il suo improvviso potere. Al suo ritorno su Centauri Prime, Mollari scopre che il giovane Imperatore Cartagia è affetto da turbe psichiche e ha permesso alle Ombre di stabilire una propria base sul pianeta. Nel contempo, i Vorlon hanno cominciato una campagna volta alla distruzione totale di tutto ciò che era sotto l'influenza delle Ombre. Nella sua pazzia, Cartagia crede che le Ombre lo eleveranno al rango di Dio e insiste affinché esse rimangano. 
Mollari si rende, così, conto che, al fine di cacciare le Ombre e salvare il proprio pianeta dai Vorlon, Cartagia deve morire.
Londo dà avvio a una cospirazione per far assassinare Cartagia, con l'aiuto di Vir Cotto, un buon numero di Centauri di rango elevato e di G'Kar, che era stato imprigionato dall'Imperatore poco prima. Essi pianificano di attirarlo su Narn, dove sarà vulnerabile e lontano dalla maggior parte delle sue guardie. Una volta là, G'Kar creerà un diversivo, scappando, così da richiamare l'attenzione della sicurezza, così da permettere a Londo d'iniettare a Cartagia un veleno che gli causerà un attacco cardiaco.
Il piano ha successo, sebbene, a seguito di un imprevisto, sarà Vir ad avvelenare l'Imperatore. Una volta che Cartagia è dichiarato morto, Londo mantiene la sua promessa a G'Kar e, in cambio dell'aiuto prestato, libera Narn dal giogo Centauri.
Con Cartagia morto e una flotta Vorlon in rotta per Centauri Prime, con l'intento di distruggerlo, Mollari è promosso all'incarico di Primo Ministro, rendendolo di fatto la personalità più importante dello Stato, finché non sia stato nominato un nuovo Imperatore. Forte del suo nuovo potere, Mollari procede a far esplodere la base delle Ombre sul pianeta e a uccidere il loro agente, Morden.
Egli crede, così, di avere redento Centauri Prime, ma dimentica che anch'egli è stato toccato dalle Ombre e, per ciò solo, i Vorlon sono disposti a distruggere il pianeta. Mentre la flotta entra in orbita, oscurando il sole, Londo implora Vir di ucciderlo e mostrarne le prove ai Vorlon. Però, Mollari viene salvato dal fatto che, nello stesso momento, in un'altra parte della galassia, l'Armata della Luce sta combattendo la battaglia finale contro le Ombre e i Vorlon a Coriana 6 e i Vorlon hanno chiamato a raccolta tutte le altre navi come rinforzi. In questo modo, a Londo può essere risparmiata la vita e al pianeta la distruzione. 
Ciò che Londo non sa è che, per salvare Centauri Prime durante la Guerra delle Ombre, l'ha condannato a un fato differente, ma non meno triste.

### Imperatore Mollari II
A seguito della guerra galattica contro le ombre, Mollari alla fine assurge al rango di Imperatore della Repubblica Centauri e assume il nome di Mollari II. Uno dei suoi primi atti è la nomina di Vir Cotto all'incarico di Ambasciatore presso Babylon 5, un posto non troppo ambìto, per via della precedente conquista di Narn da parte dei Centauri, ma Londo sa che Vir adempirà i propri doveri con solerzia e capacità, sebbene altri Ambasciatori guardino con sospetto al nuovo collega.

Prima che Londo diventi ufficialmente Imperatore, egli confida alla sua nuova guardia del corpo, Ambasciatore G'Kar, che
(Londo Mollari)
Alla fine della quinta stagione, si scopre che i Drakh hanno manipolato l'Alleanza Interstellare, affinché attacchi il pianeta natale Centauri. Essi hanno deciso che Londo debba essere Imperatore: così, lasciano che il Reggente Virini muoia, asportando il suo Keeper, e lo sostituiscono con Londo, cui impiantano un altro Keeper. Per i 15 anni seguenti, Londo regna come Imperatore. 
Ben presto, Mollari si rende conto che bevendo molto alcool riesce a stordire, almeno per poco, il suo Keeper, così da potersi regalare alcuni minuti di libertà.
Quando i Drakh rapiscono David Sheridan (il figlio di John e di Delenn), la coppia va su Centauri Prime per liberarlo; entrambi, però, sono catturati. Mollari prova a costringere i Drakh ad andarsene, ma essi rispondono detonando delle bombe a fusione che avevano nascosto sulla superficie del pianeta, ordinando all'Imperatore di condannare a morte Sheridan; Londo convince il suo Keeper che intende farlo, ma, poi, decide di bere quanto più alcool possibile, per ridurre all'incoscienza il Keeper, così da liberare Sheridan, Delenn e David, in cambio del loro aiuto nella liberazione di Centauri dai Drakh.
Sapendo che il suo Keeper si sarebbe risvegliato di lì a poco, allertando così gli altri Drakh, Mollari chiede a G'Kar, appena entrato nella sala del trono, di ucciderlo, prima che tutto ciò si verifichi. G'Kar comincia a strangolare Londo, ma non fa in tempo a finirlo, perché, all'improvviso, il Keeper si risveglia e reagisce: i due muoiono, strangolatisi a vicenda, proprio come Londo aveva preveduto tanti anni prima nel suo sogno.
Poche ore prima della morte, Mollari aveva avuto un incontro casuale con due bambini Centauri, cui avevano raccontato la storia della guerra fra la Terra e i Minbari (In the Beginning), commentando anche in relazione ai terribili eventi che avevano colpito Centauri Prime e ammettendo che, mentre aveva provato, a modo suo, un forte affetto per ciascuna delle sue mogli, lui aveva amato Centauri Prime e tutto ciò che aveva fatto l'aveva fatto per amore suo.
A seguito della morte di Mollari, Vir trova i corpi senza vita di Londo e G'Kar; riuscendo a scappare da Centauri Prime (evitando l'inevitabile tentativo dei Drakh di impiantare un Keeper anche a lui), si reca su Minbar. In una conferenza con i membri sopravvissuti delle più importanti casate Centauri, è nominato Imperatore, così avverando la profezia di Lady Morella. L'Imperatore Cotto sarà poi capace di liberare definitivamente il suo pianeta dalle grinfie dei Drakh.
Nel 2281, con John Sheridan morente, l'Imperatore Cotto si reca su Minbar, per un'ultima cena con Sheridan e i suoi amici. Al momento di ricordare tutti coloro che erano morti, Cotto alza il suo bicchiere in memoria di Londo Mollari.